# شهاب الدين سليمان
شهاب الدين سليمان (إسطنبول 1885 - سويسرا 1921) هو أديب ذو أعمال فنية في كل فروع الأدب ما عدا الشعر، كما أنه لعب دوراً في تأسيس مجتمع فجر آتي.

## حياته
ولد عام 1885 في إسطنبول. ووالده هو سلينا شوقت، وهو من تركمنستان وتربى في جوار (سندرج بجادش) فكان أحد أعضاء سلالة شوادار علي آغا التي نشأت في الدولة العثمانية. وكان شهاب الدين سليمان هو الابن الأكبر للعائلة، فربى أخويه ممدوح سليمان ورضا شفدار ككاتبين. وقضوا طفولتهم في إسطنبول وإزمير.

## التعليم
أتم التعليم الثانوي بإعدادية إزمير عام 1904. وبينما كان في الثانوية تعلم اللغة الفرنسية من مشاهدة الأدب الغربي.(تعلم الفرنسية من أجل متابعة الأدب الغربي) وكان أول عمل كتابي له هو قصة بعنوان «جراح نموس» والتي نشرت عن 1903 بإزمير في مجلة (احنك). وبعد أول قصة نشرت له استمر بنشر أعماله بصحف إزمير. وأتم التعليم العالي في إسطنبول بملكية مكتبة في عام 1908. وتوفي والده سليمان شوقت في هذا العام.

## العمل
عمل شهاب الدين سليمان والذي أصبح المسؤول عن أسرته بعد وفاة والده بتدريس اللغة الفرنسية بإعدادية وفاء ثم أصبح مساعداً للمدير. وإلى جانب هذا استمر بنشر أعماله الأدبية بعد إعلان المشروطية الثانية في العديد من الصحف والمجلات. وفي عام 1909 اجتمع الشباب الذين نشرت كتابتهم في المجلات الأدبية والفن في مكان واحد والذي أدى لتنظيم المجتمع كما إن مقولة أن «الفن شخصي ومشرف» والتي هي رمز للمجتمع الأدبي فجر آتي تعود إلى سليمان باشا. وعندما نشرت أفكار وآراء فجر اتي بالمجلات «السعر والتفكر» (2-9 شبتنبر 1909) و«جيلي» التي صدر في المجلات في (25 نوفمبر 1909).
وفي عام 1910 بسبب ادعائتهم في الفصل السادس والسابع صدر كتابهم الأدبي بعنوان (تاريخ الأدب العثماني) وتطور هذا الكتاب لاحقاً بسبب السلطان ونشر عملاً جديداً بعنوان أدبيات تاريخ العثمانيين وكان يحمل توقيع محمد فؤاد. وبسبب لعبة (دور) «الشارع المسدود» و«باعث الفجور» تم استبعاده من وظيفته في «إعدادية وفاء» في عام 1910 في شهر مايو وظل بعيداً عنها لمدة 11 شهراً. وفي هذه الأثناء اهتم بالسياسة. وفي البداية أصبح من أعضاء جمعية الاتحاد والترقي والتي كان من ضمن كتابها زمرة فجر آتي وكانت تلك الجمعية مكانة معارضة للمجتمع وخصوصاً بعد مقتل صديقهم أحمد صميم. واشترك في حزب الديمقراطي العثماني الذي أُنْشئ معارضاً لهذا الحزب وكتب الكتاب في جريدة هيمنة الأمة. وعمل محرراً في جريدة «الصوت الجديد والمعاهدة». وفي عام 1911 تم تعينه معلم عثماني في سلطان مكتوب واعتباراً من عام 1912 تم تعينه محرر بجريدة روباب الأسبوعية والتي تعد قائدة الأدب. وقد استطاعت تلك الجريدة أن تحقق أكبر معركتين للقلم في تاريخ الأدب التركي، إحداهما كانت بين فنانين (نايلر) والمعروفين أيضاً (بنسي آتي) «النسل الجديد» وبين فنانين فجر اتي. وفي هذه المجالات دعمت فجر آتي «النسل الجديد» ضد أصدقائها القدامى. واستوحى هؤلاء الشباب رمزهم من (مولانا) وأطلقوا عليه اسم «نايا». أما بالنسبة لحرب القلم الثانية فقد بدأت بنشر إحدى المقالات في العدد 51 بمجلة شهاب الدين. وفي هذا المقال انتقد بشدة عملاً أدبياً اسمه «جادي» حسين رحمي قوربنار. وتعرض للعديد من الانتقادات من شهاب الدين والعديد من الكتاب الذين يتعقبون أعماله. واتجه بعدها شهاب الدين إلى عمل أدبي جديد بعنوان «أدبيات شوقي» ومن بعد فترة المشروطية الثانية أخذت الأعمال الأدبية مثل داروت تمثيل عثمان «وجمعية المسرح الجديد» مكاناً بين الوفود الأدبية التي تأسست في إسطنبول. وفي عام 1914 بدا اعطاء الدروس الادبية والفرنسية في دار المعلمين. وفي عام 1915 بدأ وظيفته كمعلم في ثانوية غلطة سراي وفي سلطان إسطنبول.
وفي عام 1914 تزوج بإحسان رئيف هانم والتي تكون ابنة الوزير كوس رئيف باشا. وكانت إحسان رئيف شاعرة في الصفحة لفترة التي تعرف عليها شهاب الدين. وكان منزل الزوجين الفنانين هو أحد الأماكن لنقل اجتماعات الأدب. أما شهاب الدين سليمان الذي كان يمضي عطلة كل عام في سويسرا فقد. حياته أثناء وجوده في مدينة دافوس بلاتز التي استولت عليها الإنفلونزا الإسبانية عام 1921.

## أعماله
- «فرتينا» (مسرحية وقصص 1910).
- «تاريخ الأدب العثماني» (تاريخ الأدب العثماني).
- «شكماز سوكاك» (لعبة 1912).
- «تانكيدات أدبي»: حياة عبد الله حامد وحرفته 1913.
- «تاريخ الأدب العثماني الجديد» 1914.
- «أدب المعلومات» مع فؤاد كوبورلو، مُجَلَّدَيْن. (1914-1915).
- مسؤولية وهمي العثمانية (قلق في القضايا العثمانية) 1915.